# Cyclosa diversa
Cyclosa diversa är en spindelart som först beskrevs av O. Pickard-Cambridge 1898.  Cyclosa diversa ingår i släktet Cyclosa och familjen hjulspindlar. Inga underarter finns listade i Catalogue of Life.